# Naissance en 884
Naissance
- 880
- 881
- 882
- 883
- 884
- 885
- 886
- 887
- 888

Cette page dresse une liste de personnalités nées au cours de  l'année 884 :
- Kong Xun (en), ministre chinois durant la période des Cinq Dynasties et des Dix Royaumes.
- Zhang Yanhan (en), ministre chinois durant la période des Cinq Dynasties et des Dix Royaumes